# Yisa Sofoluwe
Yisa Sofoluwe (ur. 28 grudnia 1967 – zm. 9 lutego 2021 w Lagos) – nigeryjski piłkarz grający na pozycji lewego obrońcy. W swojej karierze rozegrał 42 mecze i strzelił 1 gola w reprezentacji Nigerii.

## Kariera klubowa
W swojej karierze Sofoluwe grał w takich klubach jak: Shooting Stars FC, Abiola Babes FC, Julius Berger FC i Gateway United. Z Shooting Stars wywalczył mistrzostwo Nigerii w 1982, a z Abiolą Babes zdobył dwa Puchary Nigerii w 1985 i 1987.

## Kariera reprezentacyjna
W reprezentacji Nigerii Sofoluwe zadebiutował 14 sierpnia 1983 roku w zremisowanym 0:0 meczu kwalifikacji do Pucharu Narodów Afryki 1984 z Marokiem, rozegranym w Beninie. W 1984 roku był w kadrze Nigerii na Puchar Narodów Afryki 1984, na którym wywalczył z Nigerią wicemistrzostwo Afryki. W tym turnieju rozegrał pięć meczów: grupowe z Ghaną (2:1), z Malawi (2:2) i z Algierią (0:0), półfinałowy z Egiptem (2:2, k. 10:9) i finałowy z Kamerunem (1:3).
W 1988 roku Sofoluwe został powołany do kadry na Puchar Narodów Afryki 1988. Na tym turnieju rozegrał pięć meczów: grupowe z Kenią (3:0), z Kamerunem (1:1) i z Egiptem (0:0), półfinałowy z Algierią (1:1, k. 9:8) i finałowy z Kamerunem (0:1). Z Nigerią ponownie został wicemistrzem Afryki. W kadrze narodowej od 1983 do 1988 roku rozegrał 42 mecze i strzelił 1 gola.

## Śmierć
Sofoluwe zmarł 9 lutego 2021 w szpitalu w Lagos. Przyczyną śmierci było zakażenie COVID-19.